# Ecnomus cuspidis
Ecnomus cuspidis är en nattsländeart som beskrevs av Cartwright 1990. Ecnomus cuspidis ingår i släktet Ecnomus och familjen trattnattsländor. Inga underarter finns listade i Catalogue of Life.